# Ostrý (České středohoří, 553 m)
Ostrý (553 m) je vrch sopečného původu v Českém středohoří. Nachází se mezi vesnicemi Milešov, Velemín, Kocourov a Březno. Je porostlý smíšeným lesem a na jeho vrcholu se nachází zřícenina hradu Ostrý, který je prvně připomínán na počátku 15. století, kdy byl v držení pánů ze Sulevic.

## Přírodní poměry
Z geologického hlediska vrch představuje kuželovitý suk z olivinického bazaltu. V geomorfologickém členění Ostrý patří do podcelku Milešovské středohoří a okrsku Kostomlatské středohoří. Na příkrých svazích se vyskytují skály a mrazové sruby s hrubou sloupcovou odlučností, četná kamenná moře a balvanové proudy. Část balvanů byla soliflukcí přesunuta až na úpatí.
Na severovýchodním úpatí kopce roste památný jeřáb oskeruše. V sedle jihozápadně od vrcholu stojí u silnice Vlastislav–Milešov socha svatého Antonína Paduánského z poloviny 18. století, představující jeden z reliktů barokní komponované krajiny v okolí Milešova.[zdroj⁠?!]

## Přístup a vrchol
Přes Ostrý vede modrá turistická značka začínající v Lovosicích a pokračující přes Vchynice a Březno pod vrchol Ostrého, odkud klesá na silnici z Vlastislavi na Milešov, kde je poblíž rozcestí ke Kocourovu ukončena, resp. je odtud možno červenou turistickou značkou pokračovat k Milešovu nebo Medvědici. Horní spirálovitá část přístupové cesty (modrá odbočka značené stezky) je lemována zdmi z nasucho kladených balvanů, na nichž spočívaly části obranného opevnění. Z hradu se zachovaly zbytky okrouhlé bašty, brány a hradeb, na nejvyšším místě torzo paláce dnes již neznámé podoby.